# Affaire de famille (film, 2008)
Pour les articles homonymes, voir Affaire de famille.
Pour plus de détails, voir Fiche technique et Distribution.
Affaire de famille est un film français réalisé par Claus Drexel, sorti en 2008. Il a reçu le "Prix Tournage" du Meilleur Film Européen au 30e Festival du Film d'Avignon. Le scénario a été récompensé par le Trophée du Premier Scénario du Centre National du Cinéma.

## Synopsis
Dans la vie de Laure Guignebont, il y a Jean, son mari, et Marine, leur fille. Il y a aussi « Les Marmottes », le magasin de souvenirs délicieusement kitsch qu’elle tient à Grenoble, les livres de Stephen King et le chocolat, antidote à l’ennui ou à l’angoisse, allez savoir.
Dans la vie de Jean Guignebont, il y a Laure, son épouse, et Marine, leur fille. Mais il y a aussi le football, le football et le football, Grand supporter du GF 38, entre nostalgie et espoirs déçus, penalty raté et fantasme d’exil au Brésil.
Et puis, un soir de match, dans la vie des Guignebont débarque un sac de sport rouge rempli de billets de banque. Lorsque Laure le découvre dans le bureau de Jean, dans la vie des Guignebont, s’insinuent le doute, le mensonge et la dissimulation. Trompeuses apparences, tromperies apparentes, la petite mélodie se joue en surface
mais aussi en sous-sol. La famille, quelle affaire !

## Fiche technique
- Titre : Affaire de famille
- Réalisation : Claus Drexel
- Scénario : Claude Scasso et Claus Drexel
- Production : Philippe Garrell
  - Coproduction : Vérane Frédiani et Franck Ribière
- Musique originale : Arnaud de Buchy
- Photographie : Antoine Roch
- Montage : Simon Jacquet
- Distribution : Films Distribution - La Fabrique de films
- Décors : Sylvain Chauvelot
- Costumes : Anaïs Romand
- Pays :  France
- Langue : français
- Durée : 80 minutes
- genre : comédie noire
- Format : couleur - 1.85 : 1 - 35 mm
- Date de sortie : 
  -  France : 17 janvier 2008 (Festival International du Film de Comédie de L'Alpe d'Huez)
  -  France : 4 juin 2008
  -  Belgique : 16 juillet 2008

## Distribution
- André Dussollier : Jean Guignebont, ex avant-centre vedette du GF38
- Miou-Miou : Laure Guignebont, l'épouse de Jean
- Éric Caravaca : l'inspecteur Vivant (Dont le prénom est Mort)
- Hande Kodja : Marine Guignebont, la fille de Laure et de Jean, qui se déplace le plus souvent en rollers
- Julien Courbey : Samy, fan des Verts et amateur de couteau

## Distinctions
- "Prix Tournage" du Meilleur Film Européen au 30e Festival du Film d'Avignon.
- Trophée du Premier Scénario du CNC.

## Lieux de tournage
- Stade Lesdiguières - Le début du film commence par un match de 1/2 finale de coupe de France de football entre le GF38 et Dijon.